# Віцеадмірал Кулаков (есмінець)
Віцеадмірал Кулаков (рос. «Вице-адмирал Кулаков») — російський великий протичовновий корабель проєкту 1155 (за класифікацією НАТО есмінець класу Удалой). Судно назване на честь радянського віцеадмірала Миколи Кулакова.

## Історія

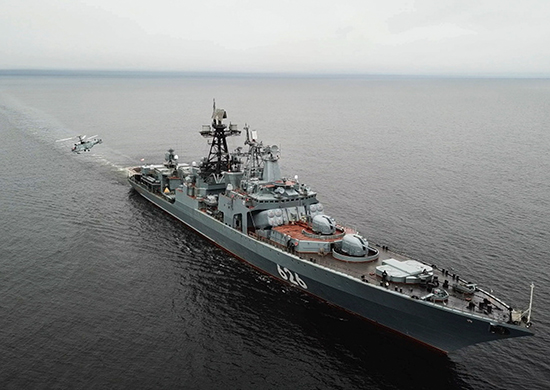
«Віцеадмірал Кулаков» під час навчань

Віцеадмірал Кулаков був прийнятий на озброєння в грудні 1981 року і перебував на озброєнні Північного флоту до березня 1991 року, коли відправлений на ремонт, який тривав понад 18 років. 7 грудня 2010 року корабель відправився на базу у Сєвероморську у рамках підготовки до повернення судна до бойової служби. 5 січня 2011 року виникла пожежа в одній із їдалень на кораблі. Повідомляється, що це сталося через коротке замикання. Пошкодження були мінімальними і не вплинули на боєздатність корабля.
3 вересня 2011 року есмінець провів перші десантні випробування нового вертольота Ка-52 К.

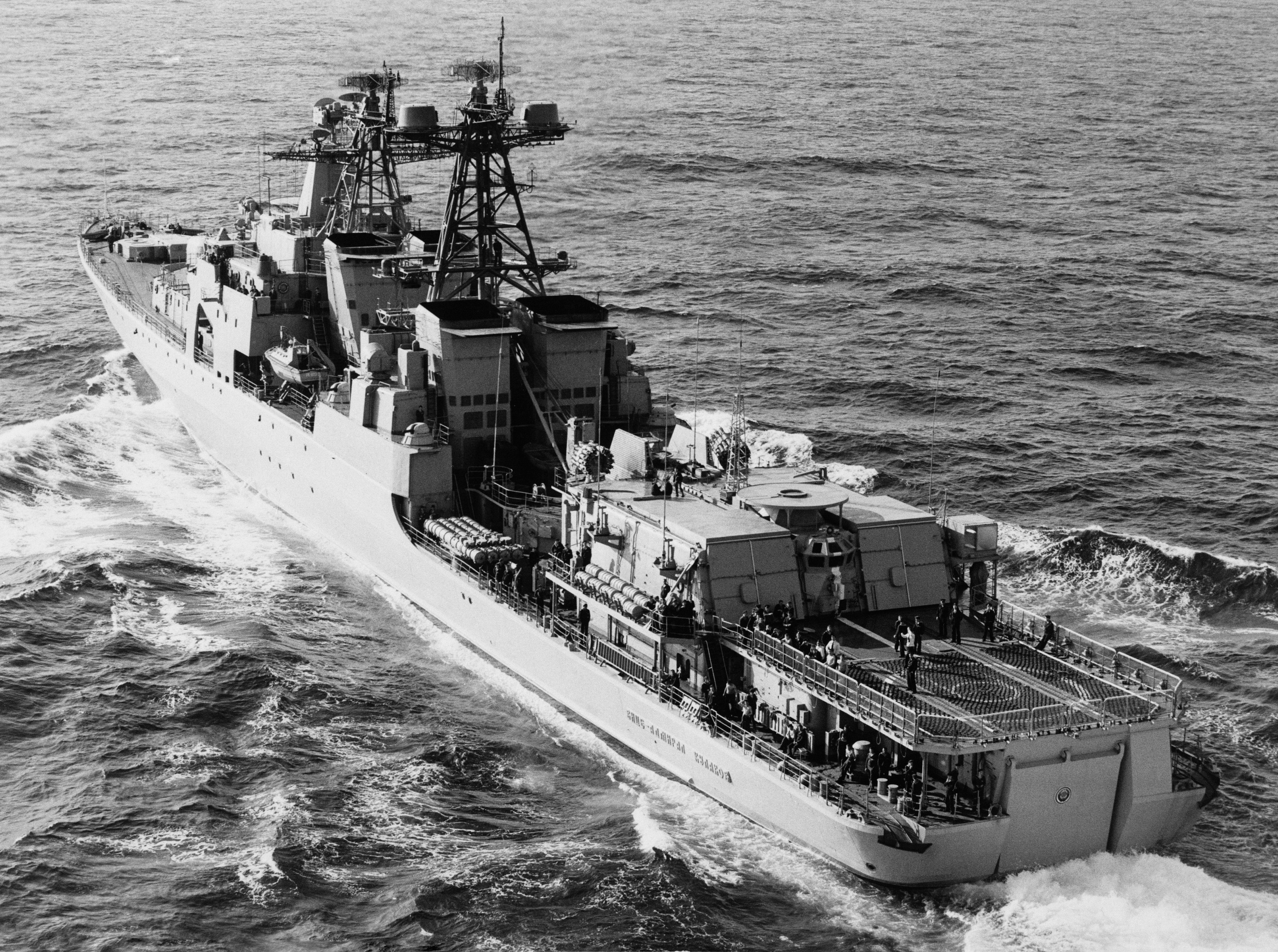
Віцеадмірал Кулаков у 1985 році

У 2012 році есмінець супроводжував комерційні конвої в рамках антипіратської місії в Аденській затоці. У липні 2012 року віцеадмірал Кулаков очолив флотилію Північного флоту до Східного Середземномор'я для проведення військово-морських навчань поблизу сирійського узбережжя. У серпні 2012 року судно здійснило п'ятиденний візит до військово-морської бази Портсмут в Англії. У вересні 2012 року віцеадмірал Кулаков відвідав Коб (Ірландія).
Віцеадмірал Кулаков брав участь у відзначенні 70-ї річниці битви за Атлантику в Ліверпулі, Англія, у травні 2013 року.

У 2016 році судно відправили в східне Середземномор'я для підтримки російської авіації в Сирії.
8 червня 2020 року віцеадмірал Кулаков увійшов у Баренцеве море для проведення протичовнових навчань. Після цього він відплив до Кронштадта для участі в параді до Дня Військово-морського флоту 26 липня. Потім у супроводі танкера «Академік Пашин» і буксира «Алтай» увійшов в Середземне море. На шляху до порту приписки корабель пройшов Па-де-Кале 14 листопада, увійшов у Баренцеве море і повернувся в порт приписки Сєвероморськ 10 грудня.
У 2021 році віцеадмірал Кулаков був відправлений в Середземне море, а згодом і в Гвінейську затоку разом з танкером «Академік Пашин» і буксиром «Алтай», де 25 жовтня фрегат звільнив від піратів контейнеровоз «Люсія», що плив під панамським прапором з Того до Камеруну. На зворотному шляху есмінець спостерігав за масштабними військово-морськими навчаннями НАТО в Норвезькому морі з двома норвезькими фрегатами, чотирма корветами, двома підводними човнами та іншими кораблями, а також німецьким, французьким, данським і португальським фрегатом.